# Bitva o Mazáre Šeríf
Bitva o Mazáre Šeríf byla bitva o město Mazáre Šeríf ležící na severu Afghánistánu ve dnech 9.–10. listopadu 2001. Byla prvním střetem většího významu mezi vojsky Severní aliance, podporované Spojenými státy, a fundamentalistickým hnutím Tálibán. 
Bitva byla významná ve více směrech. Kromě toho, že jde o hlavní město provincie Balch mělo Mazár e-Šaríf pro Taliban symbolický význam. V roce 1998 dovršil Tálibán jeho dobytím proces ovládnutí všech významných sídel v zemi.
Bylo jasné, že výsledek bitvy bude mít vážné důsledky. Kromě toho, že určí směr války bylo důležité vyslat pozitivní signál i americké společnosti frustrované po útocích z 11. září. Významu nastávající bitvy odpovídaly i americké přípravy. Masivní letecká kampaň měla zlomit odpor nepřítele a velitelství psychologických operací mělo kontrolovat tok informací do světa. Plánovači americké armády se se svými předpověďmi drželi při zemi a připravovali se na těžké chvíle. Schopnost Tálibánu čelit americké vojenské moci, jakož i těžko odhadnutelné chování a výkony spojenců ze Severní aliance přinášelo mnoho neznámých. Právě proto byl jednoznačný průběh bojů příjemným překvapením.

## Přípravy
30. října 2001 se v Tádžikistánu uskutečnilo setkání amerického generála Tommyho Frankse a představitelem Severní aliance Muhammadem Fahim. Právě zde padlo rozhodnutí zaútočit na Mazáre Šeríf. Plán se skládal z několika navazujících kroků, které měly vytvořit co nejlepší výchozí pozici před útokem na město. Jedním z prvních cílů byla vesnice Šol Gar vzdálená 25 km od Mazáre Šerífu. Také bylo přerušeno telefonické spojení s městem. Psychologické operace byly vedeny několika způsoby. Mezi nejvýznamnější patřilo shazování letáků, i když vzhledem ke gramotnosti obyvatelstva je efekt takových kroků sporný (údaje o gramotnosti se liší, podle statistik UNICEF činila v letech po začátku války 49 % u mužů a jen 18 % u žen). Jako přínosnější lze hodnotit vysílání na rádiových frekvencích, které využívali Američané jako první formu styku s afghánskými civilisty na území kontrolovaném Tálibánem.
Vojska Severní aliance postupovala z více směrů, přičemž jednotlivé útočící skupiny odrážely multietnickou skladbu Severní aliance. Generál Dostúm vedl Uzbeky směrem z jihozápadu, přičemž 4. listopadu úspěšně zaútočil na vesnici Kešendeh. Rozhodně nešlo o útok, jaký bychom v 21. století očekávali. Namísto obrněných vozidel používali útočící vojáci koně. Dařilo se i generálu Noorovi a jeho 2 000 Tádžikům. Ti měli za cíl osadu Ák Kupruk přímo na jih od Mazáre Šerífu.

## Americká účast
Severní aliance rozhodně byla schopna čelit Tálibánu v otevřeném boji, ale útok na tak velký cíl, jakým byl Mazáre Šeríf, by bez americké pomoci v těch dnech pravděpodobně nebyl možný. Kromě stálé posádky se k městu blížilo údajně až 4 000 dalších militantních skupin nejen z Afghánistánu. Masivní útoky bombardérů B-52 probíhaly ve dnech 7.–8. listopadu. Prvním cílem byli nepřátelští bojovníci uskupení v roklině Časma-je Šafá a druhým průsmyk  Kótal-e Hádží Gak, který byl jedinou přístupovou cestou k městu, která byla v rukou Tálibánu. Tálibán sice disponoval omezenými protiletadlovými prostředky, ale nepřinesly mu žádný užitek.
Důležitá byla i účast malé skupiny vojáků amerických speciálních jednotek. Ti byli přičleněni k velitelům Severní aliance, a jejich hlavním úkolem bylo za pomoci laserových značkovačů označovat cíle pro letecké útoky. I když se jednalo jen o malé jednotky (s generálem Noorem bylo dohromady třináct amerických vojáků), jejich vliv na dění na bojišti byl velký.

## Boj
Síly Severní aliance se nacházely kolem 22 kilometrů od města. I přes počáteční váhání se nakonec vydaly jednotlivé oddíly do útoku. Prvním úkolem bylo překročit most Pul-e Imám Bukrí (Pol-e Emam Bokr), čímž se Severní alianci otevřela cesta k městu. První dva vojenské cíle představovaly kasárna a letiště. Těch se Tálibán vzdal téměř bez boje. V těchto okamžicích byl největším nepřítelem postupujících vojsk nedostatek transportních prostředků, a tak si je, jak sami přiznali, pořizovali různými způsoby.
Tálibán po silných útocích namířených proti jeho klíčovým opěrným bodům nebyl schopen udržet si kontrolu nad blízkým okolím města. Obránci města se nacházeli v těžké situaci, a tak se raději rozhodli ustoupit. Podle různých odhadů se skupina 5 000–12 000 bojovníků z různých zemí začala přesouvat i s vybavením směrem k městu Kundúz, kde se měli připravit na další boj.
Představitelé Tálibánu rozhodně odmítali připustit, že boj vzdali. Zvláštní situace nastala, když k městu přišly posily v počtu 900 mužů z Pákistánu. Ale jak se později ukázalo, šlo o skupinu mladých bojovníků, mnozí nebyli ani plnoletí, které zřejmě vyslal pákistánský radikální duchovní Súfí Muhammad. Když dorazili k městu, Tálibán už byl na ústupu, a nikdo neměl čas se jim věnovat. Frustrovaní bojovníci se usadili v budově dívčí školy, kde s vojáky Severní aliance jednali o kapitulaci.
Jednání se táhla dva dny, ale pak došlo ke zlomu, když bojovníci obklíčení ve škole zabili dvojici mužů, která s nimi přišla vést rozhovory. To rozpoutalo několikahodinovou přestřelku, která ale na patové situaci nic nezměnila. Následovala porada s americkými vojáky. Nakonec byla škola vyhodnocena jako legitimní vojenský cíl, a byla odeslána žádost o leteckou podporu. Zde se ale názory na další vývoj událostí rozcházejí. Podle oficiální zprávy byly na budovy shozeny čtyři (podle některých zdrojů dvě) půltunové pumy. Za přivolání letecké pomoci dostal seržant Stephen E. Tomat Stříbrnou hvězdu.
Odpůrci této teorie ale tvrdí, že Severní aliance sama spustila na budovu útok, což mělo skončit masakrem několika stovek bojovníků. Pochybnosti o věrohodnosti oficiální verzi zaznívali i z řad představitelů OSN, ale nemají oporu v relevantních důkazech. S největší pravděpodobností jsou přehnané i zprávy o tom, že ve škole mělo zemřít až 800 lidí.

## Důsledky
Americké velení spojovalo jisté znepokojení nepředvídatelnosti vojáků Severní aliance. Město zatím za každé dobytí zaplatilo tisíci obětí. A bohužel, i nyní se objevovaly informace o zločinech dobyvatelů, kteří měli unášet a znásilňovat civilisty. Kritice se nevyhnula ani americká vojska, která měla při silném bombardování vážně poškodit letiště. To mělo o několik týdnů oddálit jeho plné zprovoznění.
Ale v konečném důsledku právě získání letiště na území Afghánistánu bylo jedním z hlavních přínosů operace. To se projevilo již krátce po dobytí města. Šířily se totiž zvěsti, podle nichž tálibánský velitel Dadullah měl shromáždit 8 000 bojovníků a připravovat se na protiútok. Spojené státy urychleně přesunuly do města tisícovku Rangerů, kteří představovali první větší americkou jednotku na území Afghánistánu.
11. prosince bylo letiště oficiálně prohlášeno za schopné plnit všechny své úkoly. To významně posílilo možnosti letectva, které dosud využívalo letiště v Uzbekistánu a letadlové lodě v Arabském moři. Větší vzdálenost vyžadovala větší zásoby paliva, což omezovalo nosnost letadel. Umístěním letadel přímo v Afghánistánu se snížily náklady na útoky a zkrátil reakční čas.
Spojenci se samozřejmě snažili před veřejností vytěžit z vítězství maximum, což se jim dařilo. Mnohá média po bitvě o Mazáre Šeríf předpovídala rychlou porážku Tálibánu. Na druhou stranu, objevovaly se tiché hlasy upozorňující na fakt, že Tálibán se prostě stáhl, aby neplýtval svými silami v marných bojích. K takovému postupu se Tálibán v následujících týdnech a měsících uchýlil vícekrát, např. ve městě Kandahár, které bylo považováno za hlavní baštu Tálibánu.